# Substrate
Ne doit pas être confondu avec Substrat.
Substrate est un framework libre pour la création de cryptomonnaie paramétrable. Écrit avec le langage Rust, il est publié en 2018 sous les licences libres GPLv3 et Apache-2.0. Les cryptomonnaies notables fondées sur Substrate sont Polkadot et Kusama. Substrate est développé par Parity Technologies, une entreprise de développement de blockchain fondé par Gavin Wood.

## Fonctionnalités
Fonctionnalités,, :
- Mécanisme de consensus
- Réseau Pair-à-pair
- Gestion des comptes
- Logique de base de la blockchain (blocs, transaction)
- Un client pour interagir avec la blockchain
- Mise à jour du runtime sans fork avec l’usage du WebAssembly
- Paramétrable

## Aspects techniques
- La libp2p est l’interface et le protocole de communication entre les nœuds[4]
- L’interface de programmation (API) RPC (remote procedure calls) est celle utilisée par les logiciels clients.
- Les Pallets permettent de customiser le runtime pour ses tâches métier

## Cryptomonnaies
Substrate est utilisé par les cryptomonnaies notables suivantes : Polkadot, Kusama, Moonbeam, Acala, ChainX, Darwinia,.